# Crotalaria damarensis
Crotalaria damarensis är en ärtväxtart som beskrevs av Adolf Engler. Crotalaria damarensis ingår i släktet sunnhampor, och familjen ärtväxter. Inga underarter finns listade i Catalogue of Life.